# Gare de Sōja
La gare de Sōja (総社駅, Sōja-eki) est une gare ferroviaire située à Sōja, dans la préfecture d'Okayama au Japon. Elle est exploitée par la JR West et la compagnie Ibara Railway.

## Situation ferroviaire
La gare de Sōja est située au point kilométrique (PK) 10,7 de la ligne Hakubi. Elle marque la début de la ligne Ibara et la fin de la ligne Kibi.

## Histoire
La gare a été inaugurée le 17 février 1925 sous le nom de gare de Higashi-Sōja. Elle prend son nom actuel en 1959.

## Service des voyageurs

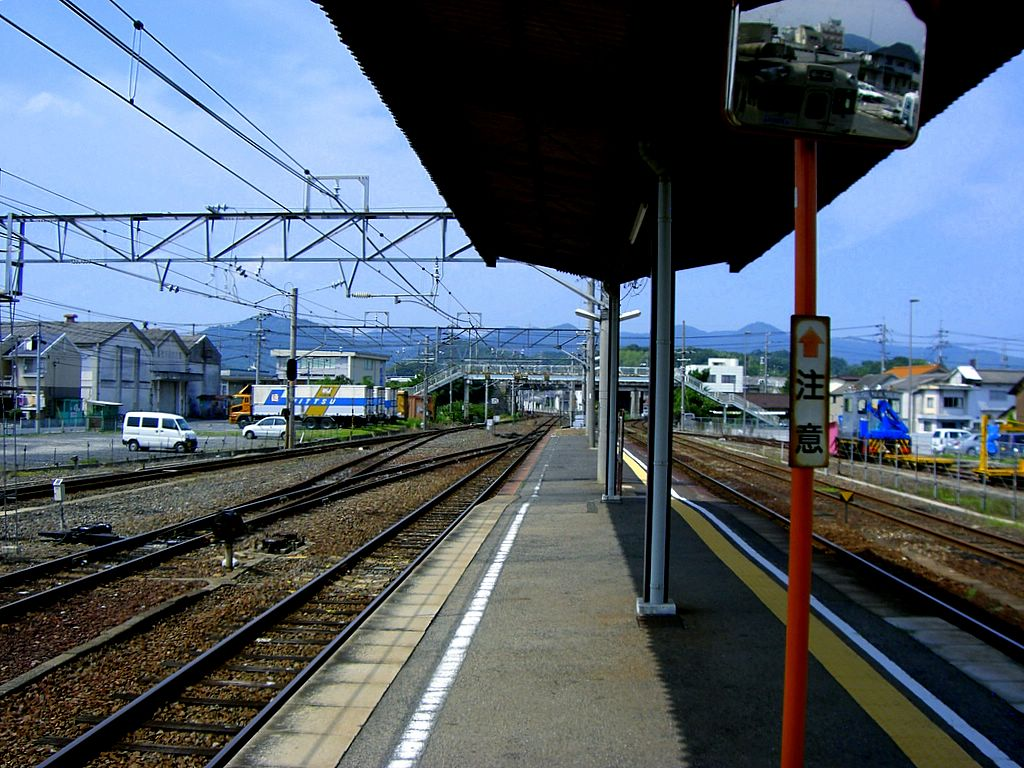
Vue des quais

### Accueil
La gare dispose d'un bâtiment voyageurs, avec guichets, ouvert tous les jours.

### Desserte

#### JR West
- Ligne Kibi :
  - voie 1 : direction Okayama
- Ligne Hakubi :
  - voies 2 et 3 : direction Kurashiki et Okayama
  - voie 4 : direction Niimi et Yonago

#### Ibara Railways
- Ligne Ibara :
  - voies 5 et 6 : direction Ibara et Kannabe